# Chlorotettix dozieri
Chlorotettix dozieri är en insektsart som beskrevs av Sanders och Delong 1922. Chlorotettix dozieri ingår i släktet Chlorotettix och familjen dvärgstritar. Inga underarter finns listade i Catalogue of Life.